# Edouard Avakian
Pour les articles homonymes, voir Avakian.
 Edouard Avakian (ou Edward Avakian) est un homme politique arménien.
Il a été maire d'Erevan, la capitale de l'Arménie, du 10 décembre 1985 au 9 octobre 1989.